# Ferrari F138
A Ferrari F138 (eredeti nevén Ferrari F2013, néhányszor a tervezési kódnevére utalva Ferrari 664) egy Formula–1-es versenyautó, amit a Scuderia Ferrari tervezett a 2013-as idényre. A csapat két pilótája ugyancsak a kétszeres világbajnok spanyol Fernando Alonso és a brazil Felipe Massa, mint az előző idényben is.
Hosszú idő után ez volt az utolsó szezon, amikor szívómotorokat használtak az autójukban, a 2014-es szabályváltozásokra figyelemmel. A következő évi, turbómotoros Ferrari fejlesztése párhuzamosan zajlott.

## Bemutató
2013. február 1-én Maranellóban leplezték le a F138 névre hallgató legújabb versenyautót. A hivatalos prezentációt délelőtt fél 11-re időzítette az istálló, a Ferrari internetes oldalán még a bemutató előtt kikerültek az internetre az autóról készült képek. Az autó kódneve igen egyszerűen tevődik össze, a 13-as 2013-ra utal, míg a 8-as az utolsó V8-as évre vonatkozott, hiszen 2014-től V6-os turbós erőforrások hajtják majd az autókat. Az autót nem Maranellóban, hanem a Toyota korábbi főhadiszállásán Kölnben tesztelték a szélcsatornában. A gyár területén lévő szélcsatorna már elavult, ezért nagyobb fejlesztéseket kell rajta végrehajtani.

## Tervezés
A szárny tartópillérei sokkal masszívabbak és egy kitüremkedéssel nyúlnak előre az orrkúp elején. Ezzel továbbra is arra törekedtek, hogy minél több levegő kerüljön az alá-mellé, amelynek hatása a Coanda-kipufogónál jelentkezik. A 2012-es év egyik fontos biztonsági előírása volt a lépcsős orrkúp bevezetése, amely kevésbé esztétikus volta miatt számos vitát generált. Ezért ezen az autón a szintkülönbséget egy panellal való eltakarással tették szebbé. Így sík maradhatott az orrkúp és a kasztni közötti terület.
Kis mértékben módosították az előző évben bemutatott innovatív vonórudas első felfüggesztést. A lengőkarok bekötési pontja kis mértékben hátrább kerültek az abroncs első tengelyvonalához viszonyítva az abroncsok belső oldalán. Ezzel megváltozott a felfüggesztés geometriája, amely hatással lett a kanyarodásra, illetve az abroncsok kopására. A pilótafülkétől hátrafelé az autó 100%-ban megújult aerodinamikailag és szerkezetileg egyaránt. Az oldalszekrény elején a hűtőnyílások kis mértékben magasabbra kerültek. Erre azért volt szükség, hogy az orr rész alól minél több levegő kerüljön a hűtőnyílás alatti területre, amely jótékony hatással lett az autó hátsó elemein. Az oldalborítás legelejét szélesebbre készítették, mint az előző évben. Ennek eredményeként a hűtőnyílás alól érkező nagyobb mennyiségű levegő hirtelen gyorsul fel, majd a kipufogó alatti területen nagyban befolyásolja a kipufogógáz irányát, hiszen a gyorsabban áramló, kisebb nyomású levegő magával rántja a nagyobb nyomású kipufogógázt. A szélesebb oldalborítás kissé növelte a légellenállást, de az autó hátulján több haszon származott a kipufogóból nyert leszorítóerőből.
Mivel a csapat az alkatrészek egy részét átcsoportosította a motor környékén, a tervezőknek egy olyan motorborítást kellett készíteniük, amely követi azok alakját, viszont áramvonalas marad és természetesen minél szűkebb is. A motorborítás hátsó része az új váltómű miatt extrém módon sikerült szűkre szabni. A pilóta feje felett lévő légbeömlőn továbbra is a motort tápláló levegő áramlik be, hátrább pedig az olaj hűtésére szolgáló nyílás látható.
A motorszabályok miatt a bevetésének évében sem lehetett a motor főbb részegységeit módosítani, ám apróbb változtatások engedélyezettek voltak. Így az új váltómű és a karosszéria közötti kapcsolat tökéletesítésére fókuszált a motorrészleg. Nagyobb fejlesztést hajtottak végre az üzemanyag partnerrel, a Shellel, hogy szert tegyenek egy kis plusz teljesítményre a motorban. Szintén változtattak a kenőanyag viszkozitásán is, hogy kisebb ellenállást okozzon a percenként 18000 fordulatot megtett főtengelynek, dugattyúknak illetve egyéb motoralkatrészeknek, ezzel is a motor hatékonysága, teljesítménye növekedett. KERS téren nem történt nagyobb változás, nagyjából a bevált 2009-es rendszer fekszik az F138 belsejében is. Kis mértékben módosították az elektronikát és az akkumulátorokat, hogy növeljék a hatékonyságot és előkészítsék a 2014-es esztendőre a rendszert.
A 2012-es évben sok munkát fektetett a csapat a kipufogórendszerbe, hogy megtalálják azt a helyes irányt, amellyel a leghatékonyabban tudják kihasználni a kipufogógáz nyújtotta leszorítóerő lehetőségét. Az új autón az előző évi rendszer átdolgozott változatát építették meg. Az alsó lengőkar bekötési pontja sokkal hátrább került az autó hátsó tengelyvonala felé. Ehhez viszont egy új váltóra is szükség volt. A Williams keskeny váltóműje ihlette a csapatot, hogy elkészítse saját változatát. Az autó hátulja nagymértékben elkeskenyedett, több helyet hagyva a kipufogógáz tágulásának, amely több leszorítóerőt jelentett a hátsó tengelyen. A diffúzor felett három-három függőleges terelőlemezt helyeztek el, amelyek a kipufogógáz irányítását hivatottak szolgálni a diffúzor tetejének mentén, javítva a légáramlást.
A hátsó szárny szintén teljesen új lett. A véglap hátsó élén két függőleges terelőlapot építettek, amely a diffúzor tetejétől a hátsó szárny terelőlapjának magasságáig fut végig. Szintén megváltozott az állítható hátsó szárny (DRS) mozgató mechanizmusa, amely sokkal egyszerűbb és karcsúbb lett. Mivel az időmérő edzésen is csak a kijelölt DRS zónában lehetett használni az eszközt, kevesebb kompromisszumot kellett kötniük a tervezőknek a hátsó szárny készítésekor.

## A szezon
Már a téli tesztek során kiderült, hogy az F138-as versenyképesebb és megbízhatóbb lesz elődjénél. Ausztráliában Alonso második, Massa negyedik lett. Malajziában esős körülmények között is jól helytálltak, de Alonso egy Vettellel való koccanás miatt a második körben kiesett, miután leszakadt az első szárnya és megpördült. Kínába fejlesztéseket hozott a csapat, és ennek köszönhetően Alonso győzni tudott - bár a futam után bevallotta, hogy közel sem használta ki az autó teljes teljesítményét. Bahreinben a további fejlesztések ellenére balszerencse üldözte őket: Alonso egy beszorult DRS-szárnyvéglappal szenvedett, miközben Massa kétszer is defektet kapott,
Spanyolországban egy szokatlan, négykiállásos boxtaktikával versenyeztek, mert optimálisan így tudták kihasználni a versenyautó képességeit. Alonso ismét győzött, Massa pedig harmadik lett. Monacóban Massa a harmadik szabadedzésenösszetörte az autót, amit csak vasárnapra tudtak megjavítani, így a boxutcából indult. A versenyen aztán ismét a falba csapódott, így kiesett. Alonso is szenvedett, a Mercedesek és a Red Bull jobbak voltak nála, ráadásul a kocsi alá törmelékek szorultak, amelyek csak tovább lassították. Hetedik helyét és szenvedésüket a pálya karakterisztikájára fogták. Ehhez képest az eltérő karakterisztikájú Kanadában sem voltak túl jók. Massa ismét összetörte az autóját az időmérő edzésen, és Alonso is lassú volt - ehhez képest csoda volt a nyolcadik, illetve második helyük. A Brit Nagydíjon aztán kiderült, hogy az addigi fejlesztések vezettek zsákutcába, az időmérős tempó ugyanis ismét gyatra volt. A versenyen több autó is bal hátsó defektet kapott, köztük Massa, aki így is be tudott jönni a hatodik helyre. Alonso ügyes stratégiával és riválisai kiesésével a harmadik helyig jött fel. A kevésbé acélos teljesítmény megmutatkozott a Német Nagydíjon is, ahol Massa váltóprobléma miatt kiesett, Alonso pedig csak negyedik lett. A Magyar Nagydíjon ugyancsak csapnivaló teljesítményt nyújtottak, és maga a csapatfőnök, Stefano Domenicalli sem tudta, miért.
Belgiumban a nyári szünet után újításokkal jelentkeztek, aminek hála Alonso második lett, Massa viszont különféle problémák miatt hetedik. Olaszországban újabb fejlesztésekkel a második és a negyedik helyet csípték meg. Szingapúrban majdnem egy másodperccel lassabbak voltak az élbolynál, de a biztonsági autó beállása miatti kavarodást kihasználva Alonso második lett. A futam után a Red Bullos Mark Webber autója megállt, mert kifogyott belőle az üzemanyag, ezért Alonso a saját autóján vitte őt be a boxba, ami miatt mindkettejüket figyelmeztették.
A szezon további része nem alakult túl fényesen a csapat számára. Sebastian Vettel és a Red Bull az idény végére nagyon elhúzott, az elfáradó Ferrarival pedig csak a szezonzáró abu-dzabi nagydíjon sikerült Alonsónak szereznie egy dobogós helyet. Massa hátralévő szezonja még pocsékabbul alakult, alig gyűjtött pontokat, és végül ennek is köszönhetően az év végén elhagyta a Ferrarit. Alonso a világbajnoki összetettben nagy lemaradással ismét csak második lett, míg a Ferrari harmadik.

## Galéria

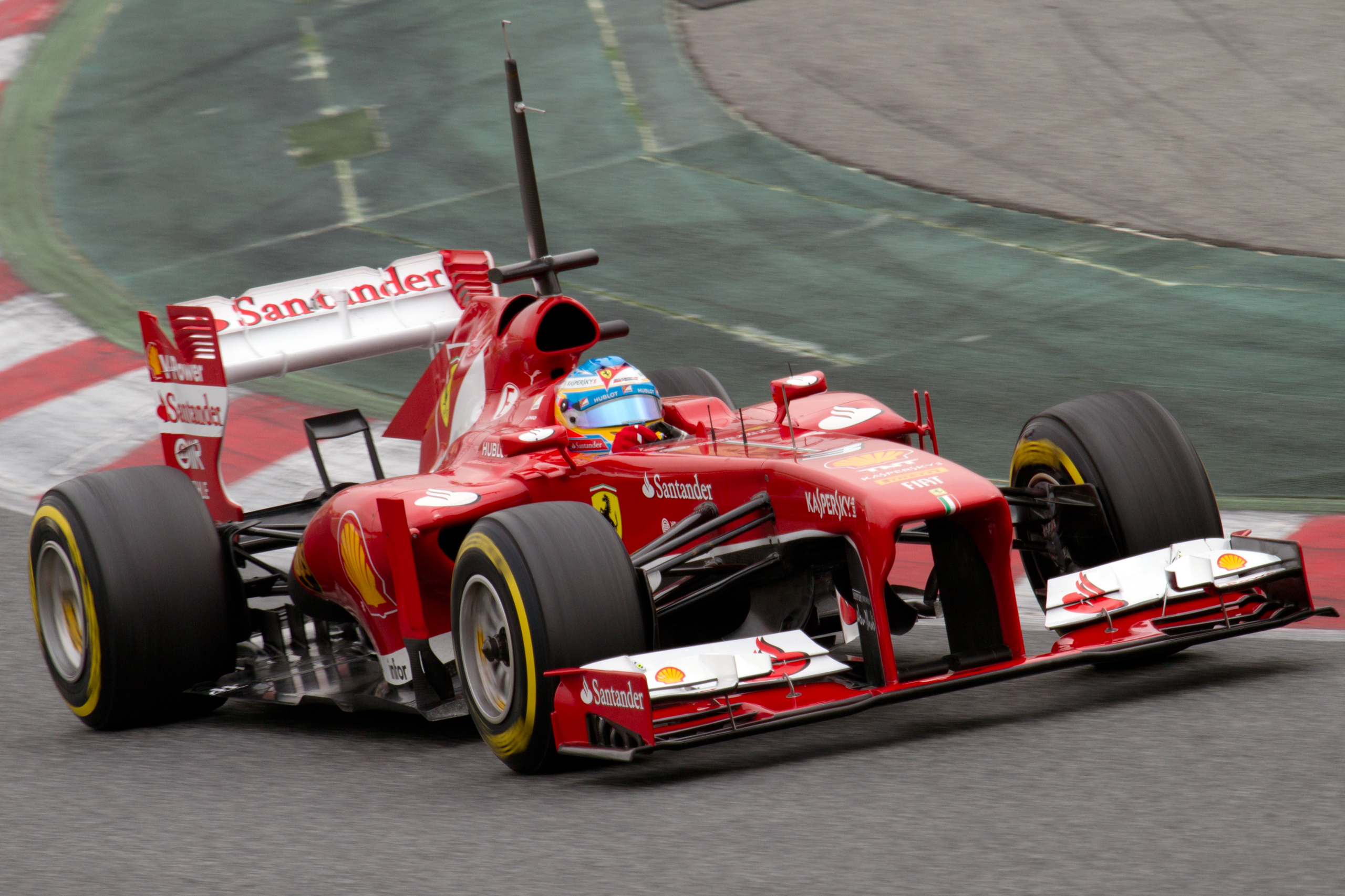
Fernando Alonso tesztel a katalán pályán.
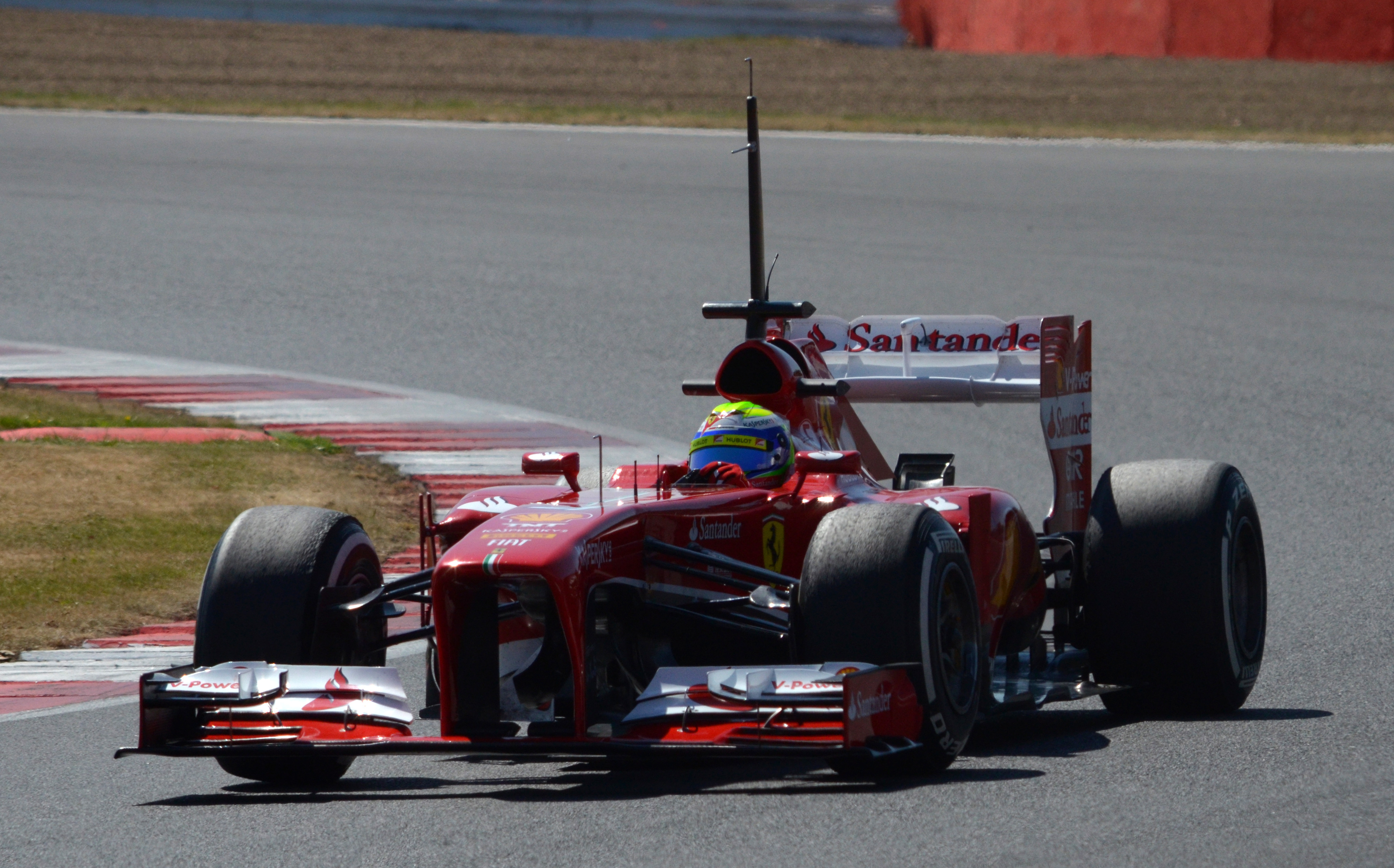
Felipe Massa silverstone-i teszten.
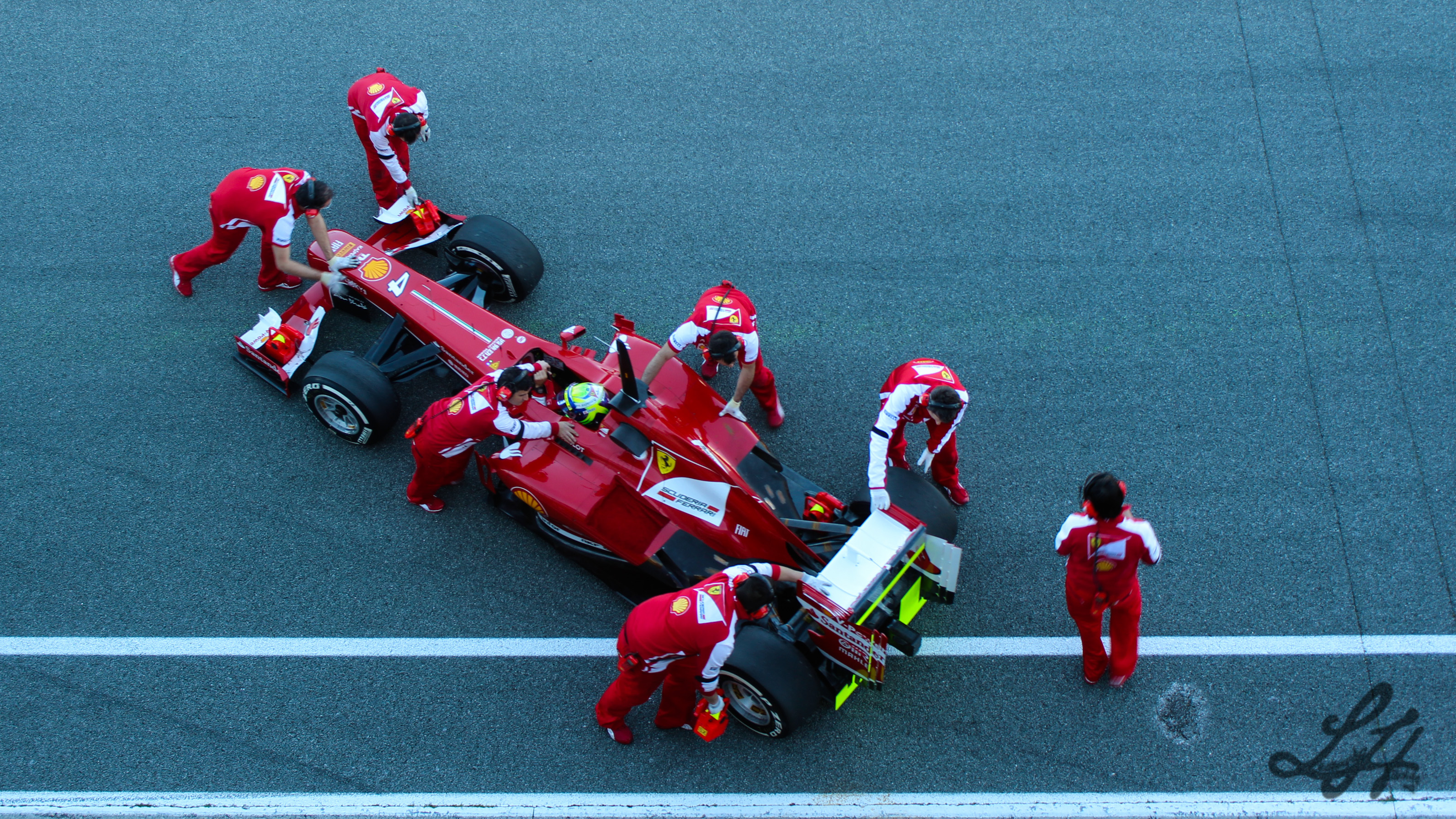
Massa a jerezi teszten.
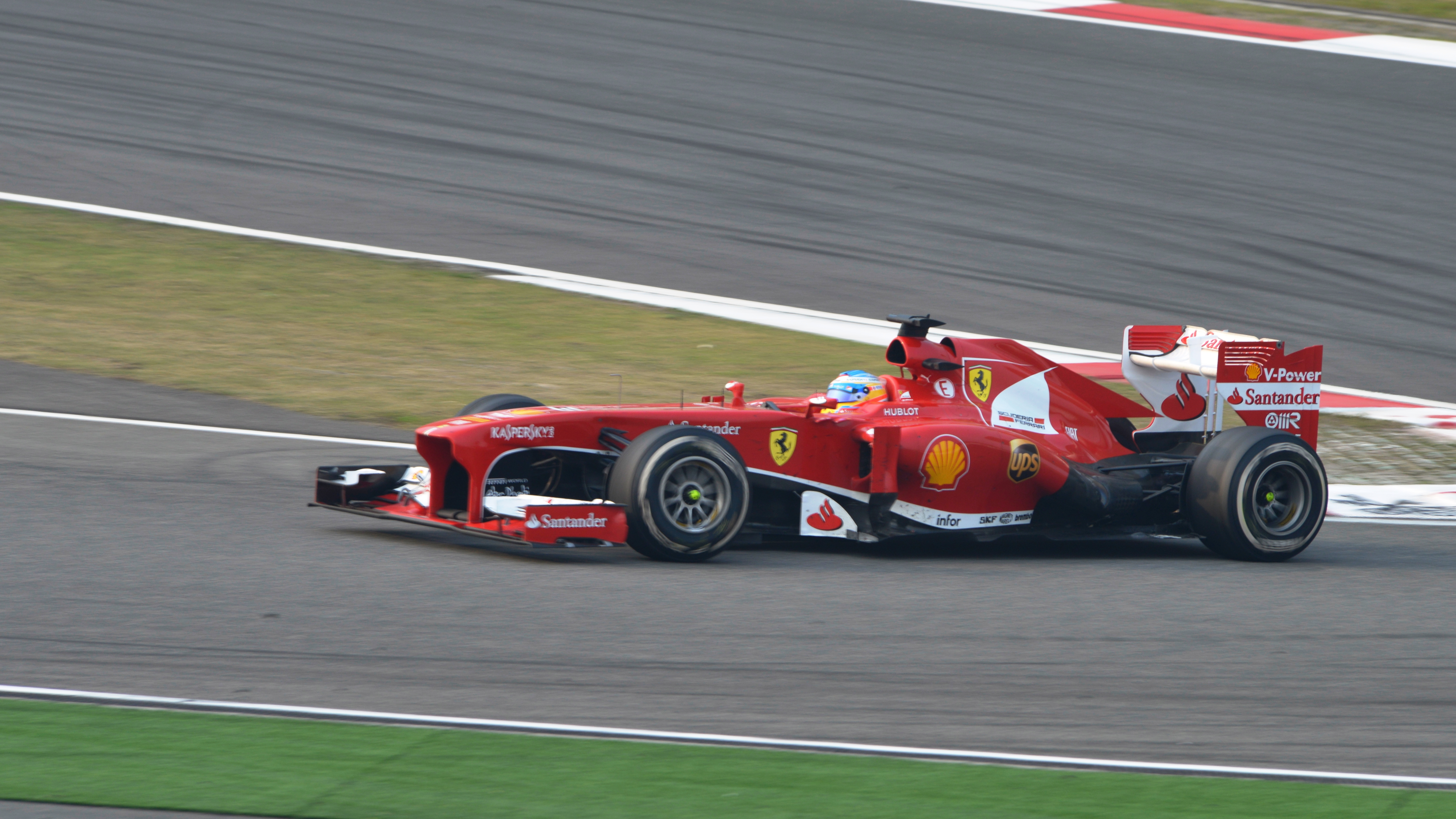
Alonso a kínai versenyen.

## Eredmények
(Táblázat értelmezése)

(Félkövér: pole-pozícióból indult; dőlt: leggyorsabb kört futott) 

| Év   | Csapat           | Motor            | Gumi | Versenyzők      | 1   | 2   | 3   | 4   | 5   | 6   | 7   | 8   | 9   | 10  | 11  | 12  | 13  | 14  | 15  | 16  | 17  | 18  | 19  | Pont | Helyezés |
| ---- | ---------------- | ---------------- | ---- | --------------- | --- | --- | --- | --- | --- | --- | --- | --- | --- | --- | --- | --- | --- | --- | --- | --- | --- | --- | --- | ---- | -------- |
| 2013 | Scuderia Ferrari | Ferrari Type 056 | P    |                 | AUS | MAL | CHN | BHR | ESP | MON | CAN | GBR | GER | HUN | BEL | ITA | SIN | KOR | JPN | IND | ABU | USA | BRA | 354  | 3.       |
| 2013 | Scuderia Ferrari | Ferrari Type 056 | P    | Fernando Alonso | 2   | Ki  | 1   | 8   | 1   | 7   | 2   | 3   | 4   | 5   | 2   | 2   | 2   | 6   | 4   | 11  | 5   | 5   | 3   | 354  | 3.       |
| 2013 | Scuderia Ferrari | Ferrari Type 056 | P    | Felipe Massa    | 4   | 5   | 6   | 15  | 3   | Ki  | 8   | 6   | Ki  | 8   | 7   | 4   | 6   | 9   | 10  | 4   | 8   | 12  | 7   | 354  | 3.       |